# Фуссені Бамба
Фуссені Н'Ганон Бамба (фр. Fousseni N'Ganon Bamba, нар. 19 квітня 1990, Бінжервіль, Кот-д'Івуар) — гвінейський футболіст, також має громадянства Кот-д'Івуару і Франції. Грає на позиції центрального захисника.

## Кар'єра

### Клубна
Бамба розпочав грати у футбол у Франції за аматорські клуби, після чого грав у клубах в Угорщині, Румунії, на Кіпрі, у Білорусі і в Грузії.
8 вересня 2017 року підписав контракт з одеським «Чорноморцем». 10 вересня у матч проти кропивницької «Зірки» (1:0) дебютував за нову команду у чемпіонаті. Загалом за сезон зіграв у 14 матчах Прем'єр-ліги і забив 2 голи, після чого перейшов у угорський «Гонвед».

### Збірна
Виступав за молодіжну та олімпійську збірні Кот-д'Івуару.
За національну збірну Гвінеї дебютував 12 жовтня 2015 року під час товариського матчу проти Марокко (1-1).